# 이재원 (배우)
이재원(李在源, 1986년 6월 21일 ~ )은 대한민국의 배우이다.

## 학력
- 경희대학교 연극영화과 학사

## 출연작

### 드라마
- 2012년 KBS2 수목 미니시리즈 《각시탈》 ... 노상엽 역
- 2012년 KBS2 단막극 《KBS 드라마 스페셜 - 습지생태보고서》 ... 녹용 역
- 2012년 KBS2 단막극 《KBS 드라마 스페셜 - 칠성호》 ... 민복선 역
- 2012년 SuperAction 4부작 토요 단막시리즈 《홀리랜드》 ... 조광수 역
- 2012년 JTBC 월화 미니시리즈 《우리가 결혼할 수 있을까》 ... 전상진 역
- 2013년 SBS 드라마 스페셜 《주군의 태양》 ... 이한주 역
- 2013년 SBS 월화 미니시리즈 《따뜻한 말 한마디》 ... 이혼전문 변호사 역
- 2014년 KBS2 월화 미니시리즈 《태양은 가득히》 ... 홍 역
- 2014년 SBS 월화 미니시리즈 《닥터 이방인》 ... 김치규 역
- 2014년 MBC 수목 미니시리즈 《내 생애 봄날》 ... 박형우 역
- 2016년 SBS 드라마 스페셜 《푸른 바다의 전설》 ... 삼돌 / 차동식 역
- 2017년 tvN 주말 미니시리즈 《비밀의 숲》 ... 김태균 역
- 2017년 tvN 주말 미니시리즈 《명불허전》 ... 강만수 역

- 《당신이 잠든 사이에》 (2017년, SBS) - 조윤표 역
- 《투깝스》 (2017년, MBC) - 이두식 역
- 《언터처블》 (2017년, JTBC) - 장규호 역
- 《한여름의 추억》 (2017년, JTBC) - 김지운 역
- 《흉부외과 - 심장을 훔친 의사들》 (2018년, SBS) - 남우진 역
- 《KBS 드라마 스페셜 - 너무 한낮의 연애》 (2018년, KBS2)
- 《킬잇》 (2019년, OCN) - 필립 역
- 《VIP》 (2019년, SBS) - 이병훈 역
- 《드라마 스테이지 - 이의 있습니다》 (2020년, tvN) - 곽정후 역
- 《청춘기록》 (2020년, tvN) - 사경준 역
- 《철인왕후》 (2020년, tvN) - 홍 별감 역
- 《시지프스 : the myth》 (2021년, JTBC) - 김동현 역 - 펀드 매니저 (특별출연)
- 《Dr. 브레인》 (2021년, 애플 TV+) - 홍남일 역
- 《남이 될 수 있을까?》 (2023년, 지니 TV) - 권시욱 역
- 《악귀》 (2023년, SBS) - 염재우 역 (특별출연)
- 《드라마 스페셜 - 극야》 (2023년, KBS2) - 최수열 역
- 《웰컴투 삼달리》 (2023년, JTBC) - 왕경태 역
- 《옥씨부인전》 (2024년, JTBC) - 쇠똥이(만석) 역
- 《백 번의 추억》 (2025년, JTBC) - 김 기사 역

### 시트콤
- 2008년 MBC 일일 저녁시트콤 《코끼리》 ... 재원 역
- 2012년 MBC 8부작 미니시트콤 《천 번째 남자》

### 영화
- 2008년 영화 《크고 작은 시내》
- 2008년 영화 《강철중: 공공의 적 1-1》 ... 라희찬 역
- 2010년 영화 《아저씨》 ... 김도치 역
- 2011년 영화 《티끌 모아 로맨스》 ... 태우 역
- 2012년 영화 《나의 PS 파트너》 ... 김 대리 역
- 2012년 영화 《청춘 그루브》 ... 승태 역
- 2014년 영화 《끝까지 간다》 ... 조능현 역
- 2014년 영화 《황제를 위하여》 ... 경수 역
- 2022년 영화 《킹메이커》 ... 운동원 7 역 (우정출연)
- 2023년 영화 《[[손 (2023년 영화)|손》

### 뮤지컬
- 《로미오와 줄리엣》 (2008년)
- 《한여름밤의 꿈》 (2009년) - 로빈 역
- 《스트릿 라이프》 (2011년) - 강재민 역

## 수상 목록
- 2023년 KBS 연기대상 남자 부문 드라마스페셜 TV시네마상